# شازل، کبک
شازل (به فرانسوی: Chazel) شهری در منطقه شهری آبیتیبی-وست ناحیه آبیتیبی-تمیسکامنگ در استان کبک کانادا است. در سرشماری سال ۲۰۱۱ این شهر ۳۱۱ نفر جمعیت داشته‌است و مساحت آن ۱۳۴٫۵۷ کیلومتر مربع است.